# 아계 이산해영정
아계 이산해영정(鵝溪 李山海影幀)은 조선 후기의 문신인 이산해를 그린 초상화이다. 대한민국 충청남도 예산군, 한산 이씨 아계공파 종회에서 소장하고 있으며, 2009년 1월 20일 충청남도 유형문화재 제197호 '아계 이산해영정'으로 지정되었다.

## 개요
이산해 (李山海 1539∼1609)조선 중기 문신. 자는 여수(汝受), 호는 아계(鵝溪). 본관은 한산(韓山). 1561년(명종 16) 식년문과에 급제, 이듬해 홍문관정자가 되었다. 그 뒤 부수찬·병조좌랑 등을 거쳐 사헌부집의·동부승지·대사성 등을 지냈다. 1578년(선조 11) 대사간으로 서인 윤두수(尹斗壽)·윤근수(尹根壽) 등을 탄핵하여 파직시켰다. 대사헌·우찬성·병조판서 등을 거쳐 1588년 우의정이 되었는데, 이때 동인이 남인·북인으로 갈라지자 북인의 영수로 정권을 잡았다. 1590년 영의정이 되었으며, 종계변무(宗系辨誣)의 공으로 광국공신 3등에 녹훈되고 아성부원군(鵝城府院君)에 봉해졌다. 이듬해 정철(鄭澈)이 건저문제(建儲問題)를 일으키자 아들 경전(慶全)으로 하여금 정철을 탄핵하게 하여 유배시켰다. 1592년 임진왜란이 일어나자 왕을 호종하여 개성(開城)에 이르렀을 때 양사(兩司)로부터 나라를 그르치고 왜적을 침입하게 했다는 탄핵을 받고 파면되었다. 그 뒤 풀려나와 1595년 영돈녕부사가 되었는데 북인이 다시 분당되자 이이첨(李爾贍)·정인홍(鄭仁弘) 등과 대북파가 되었다. 1599년 영의정에 올랐으나 탄핵을 받아 파직되었다가 1601년 다시 부원군에 봉해졌고, 선조가 죽자 원상(院相)으로 국정을 맡았다. 서화와 문장에 뛰어났으며, 선조조 문장팔가의 한 사람이다. 저서로 아계집(鵝溪集)이 있다. 시호는 문충(文忠)이다.

## 같이 보기
- 이산해

## 참고 자료
- 아계이산해영정 - 국가유산청 국가유산포털